# Dacre Montgomery
Dacre Kayd Montgomery-Harvey (sinh ngày 22 tháng 11 năm 1994) là một diễn viên người Úc, được biết đến với vai diễn Jason Lee Scott trong Power Rangers và Billy Hargrove trong Stranger Things. Vào ngày 11 tháng 7 năm 2019, anh đã phát hành podcast của riêng mình có tên "DKMH", trong đó có thơ của riêng anh.

## Tiểu sử
Montgomery được sinh ra ở Perth, Tây Úc, với mẹ là người Canada Judith Barrett-Lennard và người cha New Zealand Scott Montgomery-Harvey. Anh có một em gái. Cha mẹ anh làm việc trong ngành công nghiệp màn hình ở Úc. Dacre bắt đầu biểu diễn trên màn ảnh và trong nhà hát khi mới 9 tuổi. Montgomery học tại trường trung học Mount Lawley ở quê nhà. Khi Montgomery học lớp 12, các học sinh của anh đã bình chọn anh là "Học sinh có khả năng trở thành ngôi sao Hollywood nhất" trong cuốn kỷ yếu hàng năm. Montgomery tiếp tục học về nghệ thuật kịch trong suốt thời gian học cấp hai. Montgomery hoàn thành bằng cấp diễn xuất của mình tại WAAPA tại Đại học Edith Cowan năm 2015.

## Sự nghiệp
Vai diễn đầu tiên của Montgomery là khi anh xuất hiện trong Betrand the Terrible trong vai Fred, năm 2010. Năm 2011, anh xuất hiện trong một chương trình thí điểm trên TV có tên Family Tree. Vào năm 2015, Montgomery đã xuất hiện trong video âm nhạc Old Souls của ban nhạc deathcore Úc, Make Them Suffer được đạo diễn bởi Jason Eshraghian. Montgomery đóng vai Jason, Red Ranger, trưởng nhóm của đội Power Rangers, trong bộ phim reboot Power Rangers. Bộ phim được phát hành vào năm 2017. Montgomery cũng xuất hiện trong video âm nhạc của bộ đôi Aussie Angus & Julia Stone cho bài hát Chateau của họ. Anh cũng xuất hiện trong phần tiếp theo của bộ phim hài Úc A Few Best Men, mang tên A Few Less Men.
Năm 2016, Montgomery tham gia dàn diễn viên cho phần hai của loạt phim Stranger Things của Netflix trong vai Billy Hargrove. Năm 2019, anh trở lại phần 3 với nhân vật cùng tên.
Vào ngày 6 tháng 11 năm 2017, Montgomery đã tham gia The True History of the Kelly Gang, dựa trên cuốn tiểu thuyết cùng tên, cùng với Russell Crowe và Nicholas Hoult. Phim bắt đầu quay vào năm 2018.
Vào ngày 11 tháng 7 năm 2019, một podcast mang tên "DKMH" đã được anh giới thiệu, trong đó có thơ của riêng anh. Mô tả của podcast nói rằng anh đã dành hai năm để biên soạn thơ và có các nhạc sĩ với 'tài năng tuyệt vời' đã giúp anh "đưa nó vào cuộc sống".

## Các phim đã đóng

### Phim điện ảnh
| Năm  | Tựa đề                    | Vai                      | Chú thích     |
| ---- | ------------------------- | ------------------------ | ------------- |
| 2011 | Betrand the Terrible      | Fred                     |               |
| 2015 | Godot's Clinic            | Barnabus Stottle         |               |
| 2017 | A Few Less Men            | Mike                     |               |
| 2017 | Power Rangers             | Jason Scott / Red Ranger |               |
| 2017 | Better Watch Out          | Jeremy                   |               |
| 2020 | The Broken Hearts Gallery | Nick Danielson           |               |
| 2021 | Elvis                     | Steve Binder             | Đang ghi hình |

### Phim truyền hinh
| Năm       | Tựa đề          | Vai                          | Chú thích           |
| --------- | --------------- | ---------------------------- | ------------------- |
| 2017–2019 | Stranger Things | Billy Hargrove / Mind Flayer | Vai chính (mùa 2-3) |

### Video âm nhạc
| Năm  | Tựa đề      | Nghệ sĩ             | Vai      | Đạo diễn         |
| ---- | ----------- | ------------------- | -------- | ---------------- |
| 2015 | "Old Souls" | Make Them Suffer    | Robert   | Jason Eshraghian |
| 2017 | "Chateau"   | Angus & Julia Stone | Lead Man | Jessie Hill      |

## Giải thưởng và đề cử
| Năm  | Giải thưởng                     | Hạng mục                                                 | Phim đề cử      | Kết quả | Ref.   |
| ---- | ------------------------------- | -------------------------------------------------------- | --------------- | ------- | ------ |
| 2017 | Teen Choice Awards              | Choice Sci-Fi Movie Actor                                | Power Rangers   | Đề cử   | [ 10 ] |
| 2018 | 24th Screen Actors Guild Awards | Outstanding Performance by an Ensemble in a Drama Series | Stranger Things | Đề cử   | [ 11 ] |
| 2018 | MTV Movie & TV Awards           | Scene Stealer                                            | Stranger Things | Đề cử   | [ 12 ] |